# Zygomyia ornatipennis
Zygomyia ornatipennis är en tvåvingeart som beskrevs av Lane 1948. Zygomyia ornatipennis ingår i släktet Zygomyia och familjen svampmyggor. Inga underarter finns listade i Catalogue of Life.